# Lijst van rijksmonumenten in Arkel
De plaats Arkel telt 9 inschrijvingen in het rijksmonumentenregister. Hieronder een overzicht.
| Object                                                                                          | Oorspronkelijke functie?  | Bouwjaar              | Architect | Locatie         | Coördinaten?                  | Nr.?   | Afbeelding                                                                                      |
| ----------------------------------------------------------------------------------------------- | ------------------------- | --------------------- | --------- | --------------- | ----------------------------- | ------ | ----------------------------------------------------------------------------------------------- |
| Boerderij met dwars woongedeelte van beganegrond met zadeldak tussen puntgevels met vlechtingen | Boerderij                 | 18e eeuw              |           | Klinkert 1      | 51° 52' 9" NB, 4° 59' 56" OL  | 30533  | Boerderij met dwars woongedeelte van beganegrond met zadeldak tussen puntgevels met vlechtingen |
| Boerderij van het hallehuistype                                                                 | Boerderij                 | 1850-1875             |           | Achterdijk 15   | 51° 52' 44" NB, 5° 1' 28" OL  | 515491 | Meer afbeeldingen                                                                               |
| Boerderij onder omlopend rieten schilddak                                                       | Boerderij                 | eerste helft 19e eeuw |           | Kerkeind 20     | 51° 51' 15" NB, 4° 59' 40" OL | 8279   | Boerderij onder omlopend rieten schilddak                                                       |
| Boerderij met woongedeelte onder rieten zadeldak evenwijdig aan de weg                          | Boerderij                 | midden 19e eeuw       |           | Kerkeind 24     | 51° 51' 13" NB, 4° 59' 40" OL | 8280   | Boerderij met woongedeelte onder rieten zadeldak evenwijdig aan de weg                          |
| Deftig herenhuis van parterre en verdieping met hoog zadeldak tussen puntgevels                 | Woonhuis                  | eerste kwart 19e eeuw |           | Kerkeind 26     | 51° 51' 9" NB, 4° 59' 36" OL  | 8281   | Deftig herenhuis van parterre en verdieping met hoog zadeldak tussen puntgevels                 |
| Koepelkerk                                                                                      | Kerk en kerkonderdeel     | 1855                  |           | Kerkeind 29     | 51° 51' 4" NB, 4° 59' 32" OL  | 8282   | Meer afbeeldingen                                                                               |
| Eenvoudig, gaaf bewaard woonhuisje aan de dijk met lijstgevel                                   | Boerderij                 | tweede kwart 19e eeuw |           | Schoolstraat 18 | 51° 51' 37" NB, 4° 59' 35" OL | 8283   | Eenvoudig, gaaf bewaard woonhuisje aan de dijk met lijstgevel                                   |
| Deftig herenhuis onder hoog schilddak met bekronende schoorstenen en twee dakkapellen           | Woonhuis                  | eerste kwart 19e eeuw |           | Stationsweg 39  | 51° 52' 22" NB, 4° 59' 26" OL | 8284   | Meer afbeeldingen                                                                               |
| Jan van Arkel                                                                                   | Industrie- en poldermolen | 1851                  |           | Vlietskade 1004 | 51° 52' 5" NB, 4° 59' 42" OL  | 8285   | Meer afbeeldingen                                                                               |